# カルー超層群
カルー超層群（カルーちょうそうぐん、英: Karoo Supergroup）は、南部アフリカの面積の3分の2を覆い、南アフリカからザンビア、ジンバブエ、マラウィに広がる超層群。頁岩と砂岩から成る、後期石炭紀から前期ジュラ紀に及ぶ地層である。下位から上位にかけて、ドゥワイカ層群、エッカ層群、ボーフォート層群、ストームバーグ層群などに分けられる。
パンゲア超大陸の形成と分裂を通じて形成され、ゴンドワナ大陸とパンタラッサ海の境界に堆積したと考えられる。南アフリカ・カルー盆地では厚さは12kmになり、その上に厚さ1.4kmの玄武岩溶岩が被さる。
化石としては、システケファスルス帯に代表されるように、多様な植物、昆虫、魚、両生類、側爬虫類、双弓類、獣弓類が見られ、ペルム紀からジュラ紀の非海成地層の世界標準として使われる。